# Paolo Crivellaro
Paolo Crivellaro (* 1960 in Arona) ist ein italienischer Organist und Hochschullehrer.

## Leben
Paolo Crivellaro studierte Orgel und Klavier in Mailand (Conservatorio „Giuseppe Verdi“) und Basel. 1980 bis 1985 ergänzte er seine Studien durch Meisterkurse u. a. bei Luigi Ferdinando Tagliavini, Harald Vogel, Michael Radulescu, Marie-Claire Alain und Ton Koopman.
Seit 2001 ist er Professor an der Universität der Künste Berlin, Dozent bei Orgelakademien und Gastprofessor bei verschiedenen Hochschulen und Universitäten.
Bis 2010 war er „Ispettore Onorario“ (Orgelsachverständiger) des italienischen Kulturministeriums und Mitglied der Kommission zum Schutz historischer Orgeln bei der „Soprintendenza ai Beni Artistici e Storici“ von Turin; für diese Kommission führte er 1978 bis 1992 Studien über 215 historische Orgeln der Region Piemont durch. 
Er ist Verfasser von Studien, orgelhistorischen Beiträgen und Vorträgen, darunter das Buch Die Norddeutsche Orgelschule – Aufführungspraxis nach historischen Zitaten (2014, Carus Verlag).
Crivellaro ist häufig als Juror bei Orgelwettbewerben tätig: Odense International Organ Competition, Toulouse-les-Orgues, Prager Frühling, Innsbruck (Paul Hofheimer), Freiberg (Silbermann Orgelwettbewerb), Alkmaar (Internationaal Schnitger Orgelconcours), Linz (Anton Bruckner), Kotka (Finland International Competition), Milano (Dom) usw.

## Veröffentlichungen
- zusammen mit Giovanni Petronaci: Maestri d’organi nel Novarese tra il XVI ed il XIX secolo. In: In tempore organi. 11. Festival organistico internazionale Citta di Arona, 30 giugno-3 agosto 1996. Elledi Grafica Arona, Carmagnola 1996, S. 64–80.
- Overzicht van het Italiaanse organo classico. In: Orgelkunst. Jg. XXVI, Nr. 100, März 2003.
- Der italienische „Organo Classico“. Teil I: Anmerkungen zu Typologie. Teil II: Zur authentischen Registrierpraxis nach den historischen Quellen. In: Organ – Journal für die Orgel. Schott Musik International, Jg. 7, Nr. 3, 2004, S. 4–14; Nr. 4, 2004, S. 39 ff.
- Italien. In: Lexikon der Orgel. Laaber Verlag, Laaber 2007, ISBN 978-3-89007-508-2.
- Die Norddeutsche Orgelschule – Aufführungspraxis nach historischen Zitaten. Carus Verlag, Stuttgart 2014, ISBN 978-3-89948-212-6.
- Organ & Interpretation – the French école classique. blockwerk Editiones, Frankfurt am Main 2020, ISBN 978-3-9821872-0-4.